# Madonna del Ghisallo

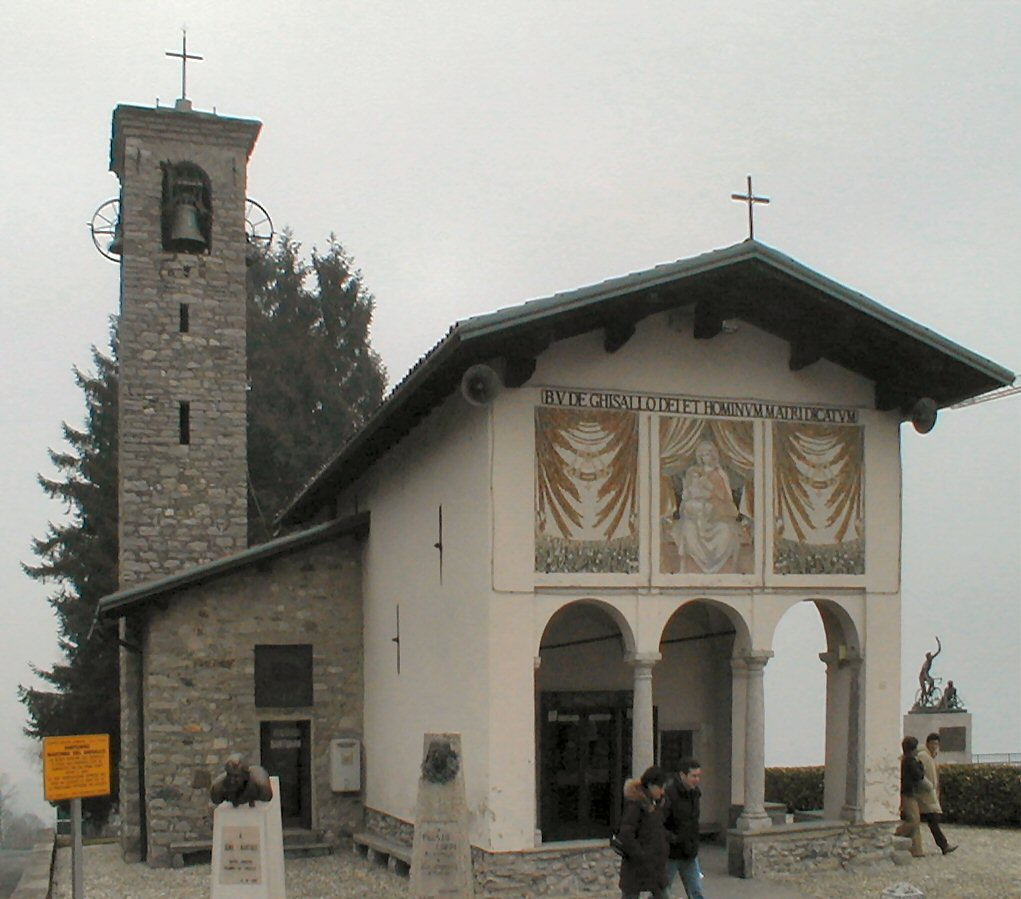
A capela de Madonna del Ghisallo

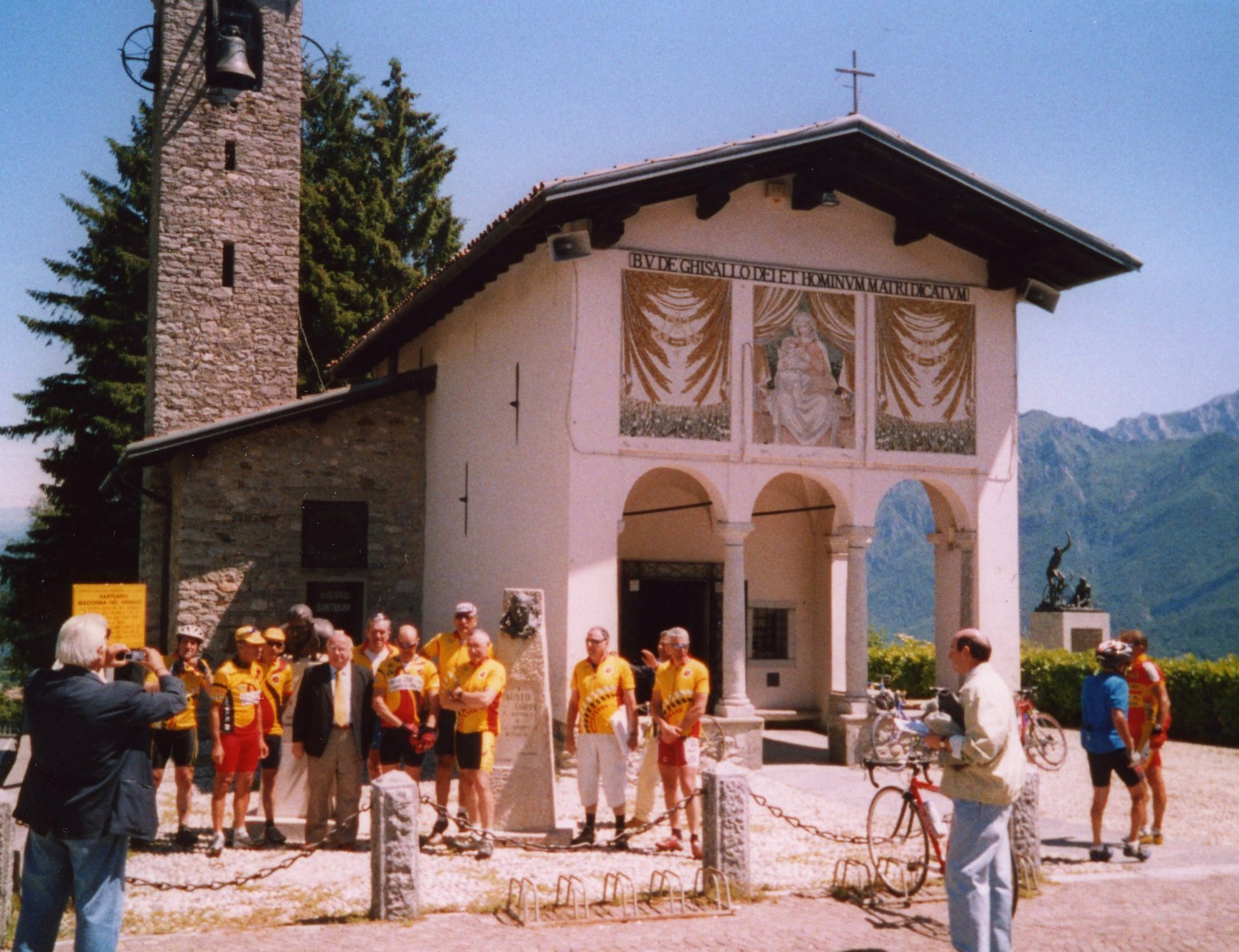
Ciclistas adiante da capela

A Madonna del Ghisallo é uma pequena igreja da Itália situada em Magreglio na província de Como, na região de Lombardia.
Esta igreja é conhecida por todos os aficionados ao ciclismo como se encontra na cimeira do porto de Ghisallo cuja ascensão faz parte do trajecto tradicional do Giro de Lombardia e também com frequência do Giro d'Italia.
Madonna del Ghisallo é particularmente venerado pelos ciclistas. Em 1948 o papa Pio XII proclamou-a Patroa universal dos ciclistas. Uma tocha abençoada pelo Papa, foi levada de Roma até ao santuário por uma comitiva da que os dois últimos relevistas foram Gino Bartali e Fausto Coppi.
No santuário depositaram-se numerosas lembranças de ciclistas célebres, em especial as bicicletas de Bartali, Coppi, Eddy Merckx, Felice Gimondi e Francesco Moser e diversas t-shirts de corredores, além da bicicleta "Caloi Eddie Merckxx" da equipe motorola conduzida por "Fábio Casartelli", que a pilotava no momento de sua queda e morte no Tour de France de 1995 no estágio 18 em "Limoges". Coincidentemente, Casartelli morava próximo á essa capela de Madonna del Ghisallo.

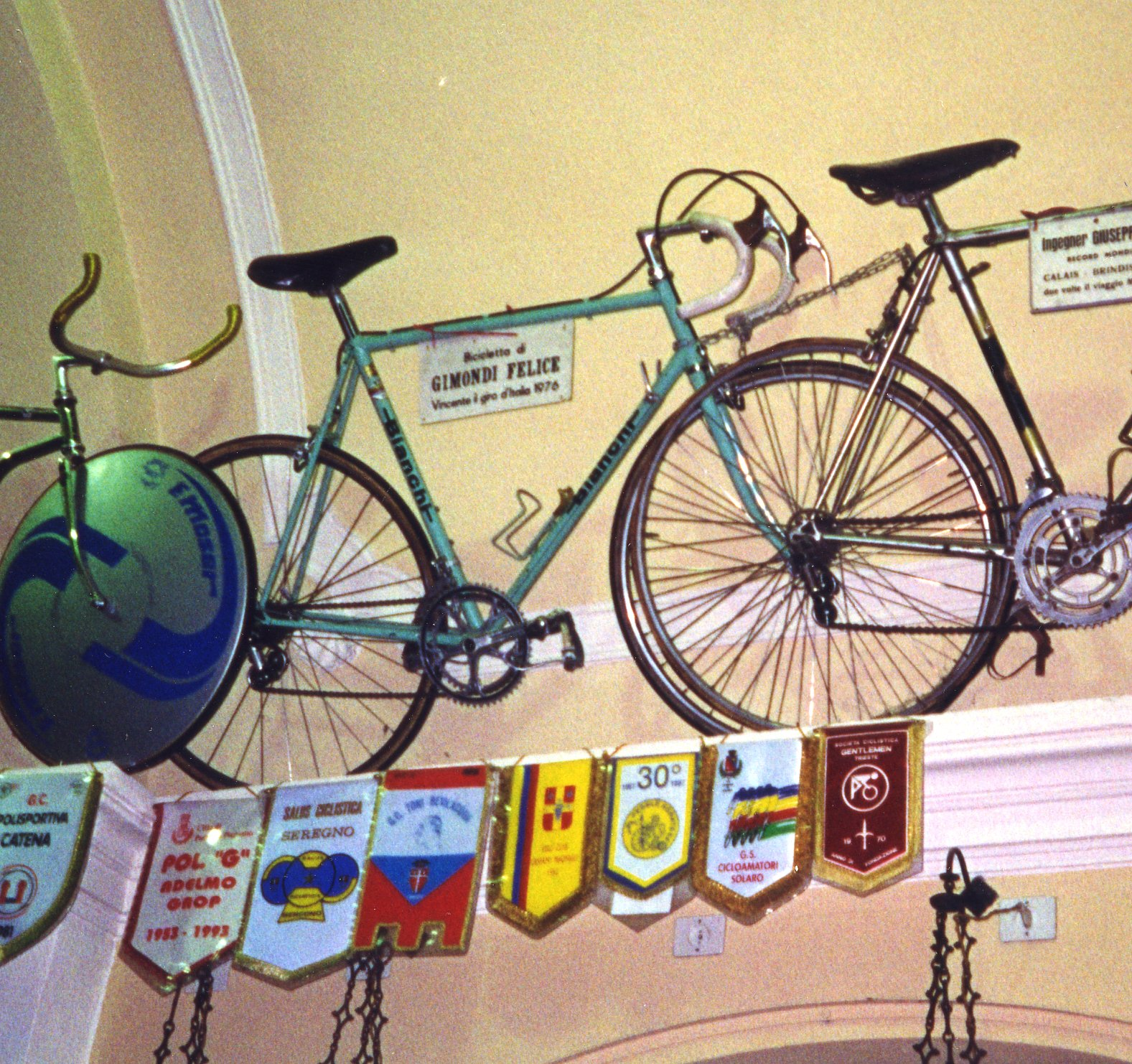
Bicicleta de Gimondi no Museu.

Junto ao santuário há um Museu do ciclismo que tem sido inaugurado em presença de Fiorenzo Magni a 14 de outubro de 2006 com motivo do Giro de Lombardia.

## Outros santuários dedicados ao ciclismo
Este santuário tem dois equivalentes:
- Em Espanha: Nossa Senhora de Dorleta que está considerada como a patroa dos ciclistas em Espanha.
- Em França: a capela Notre-Dame des Cyclistes situada em Labastide d'Armagnac para perto de Mont-de-Marsan.